# Руський Кандиз
Ру́ський Канди́з (рос. Русский Кандыз) — село у складі Сєверного району Оренбурзької області, Росія.

## Населення
Населення — 633 особи (2010; 791 у 2002).
Національний склад (станом на 2002 рік):
- росіяни — 96 %